# DWK 110 B
Die DWK 110 B sind zweiachsige Diesellokomotiven mit Kettenantrieb, die für den leichten Rangierdienst in der Leistungsklasse ähnlich der Kö II der Deutschen Reichsbahn konzipiert wurden. Sie wurden von 1938 bis 1941 von den Deutschen Werken gebaut und bei verschiedenen Privatbahnen in Deutschland eingesetzt.
Insgesamt wurden 30 Exemplare gebaut. Einige von ihnen sind bis heute erhalten und teilweise fahrfähig vorhanden.

## Entwicklung
Die erste Diesellok der Deutschen Werke verließ am 6. Februar 1932 das Werk in Kiel-Friedrichsort. Nach einem ersten Fertigungsprogramm mit sieben Typen mit unterschiedlicher Kraftübertragung wurde 1938 ein zweites Typenprogramm mit nur noch fünf Typen aufgelegt. Die DWK 110 B ist die kleinste Lokomotive des Typenprogrammes und die einzige mit Kettenantrieb.
Die Baureihe entstand als überarbeitete Version der DWK D100 aus dem Typenprogramm 1932. Die Lokomotivbezeichnung enthielt den Herstellernamen, die Motorleistung in PS und die Achsfolge.
Geliefert wurden die Lokomotiven in drei Lieferlosen zu je zehn Stück für den Verschub. Neben Firmen erhielten einige Privatbahnen diese Fahrzeuge, wie die Prenzlauer Kreisbahnen, die Mecklenburgische Friedrich-Wilhelm-Eisenbahn-Gesellschaft, die Brandenburgische Städtebahn, die Thüringische Eisenbahn-AG und die Rheinbahn.

## Technik
Gegenüber den Kö der Deutschen Reichsbahn sind die DWK-Lokomotiven breiter und kantiger. Für den Rangierer ist ein Tritt seitlich angebracht. Zwischen den Lieferlosen gibt es Unterschiede, die Lokomotiven der letzten Serie waren etwas länger als die der vorhergegangenen Lieferungen.
Die Maschinenanlage bestand aus einem Sechszylinder-Viertakt-Dieselmotor von DWK, der ursprünglich mit Druckluft angelassen werden konnte. Der Motor gab seine Kraft über eine Lamellenkupplung an ein mechanisches Viergang-Getriebe ab, das ebenfalls mit Druckluft gesteuert wurde. Über einen Kettenantrieb wurden beide Achsen angetrieben.

## Einsatz

### Prenzlauer Kreisbahnen
Die Lokomotive war nach ihrer Ablieferung 1938 über 50 Jahre im Betrieb und hat während der Zeit verschiedene Eigentumsbezeichnungen getragen. Bei der Deutschen Reichsbahn wurde sie zunächst als Kö 5752 bezeichnet. 1959 erhielt sie ein Strömungsgetriebe und wurde in Köf 5752 umbenannt. 1970 wurde sie zur 100 952-1 umgezeichnet und 1992 zur 310 952-7. 1994 wurde die Lok ausgemustert. Sie befindet sich heute, wieder als Kö 5752 beschriftet, beim Verein Mecklenburgische Eisenbahnfreunde Schwerin.

### Anorgana
Die Anorgana erhielt 1939 die Lokomotive mit der Fabriknummer 639. Sie wurde bei verschiedenen Werken in Bayern und Nordrhein-Westfalen bis Mitte der 1980er Jahre eingesetzt. Die Lok ist seit 1986 im Bayerischen Eisenbahnmuseum in Nördlingen.
Ebenfalls 1939 wurde die Fabriknummer 656 an die Gesellschaft ausgeliefert, die Lok gehört seit 1993 dem Bayerischen Localbahnverein. Der letzte Fotoeintrag datiert von März 2019 und zeigt die Lok abgestellt im ehemaligen Bahnbetriebswerk Landshut.

### Mecklenburgische Friedrich-Wilhelm-Eisenbahn-Gesellschaft
Die Lok wurde 1939 an die Gesellschaft ausgeliefert und war bis 1993 Dienst im Einsatz, wobei sie drei verschiedene Bezeichnungen hatte. Zuerst erhielt sie die Bezeichnung Kö 5049 bei der Deutschen Reichsbahn. 1970 wurde sie die 100 849-9 und 1992 bei der DBAG die 310 849-5. 1993 wurde die Lok in Pasewalk ausgemustert. Sie ist heute im Eisenbahnmuseum Gramzow zu finden und konnte 2019 fahrfähig angetroffen werden.

### Thüringische Eisenbahn-AG
Die Lokomotive wurde 1939 an die Gesellschaft als Kö 6 ausgeliefert und war u. a. bei der Weimar-Berka-Blankenhainer Eisenbahn. 1955 wurde sie nach der Ausrüstung mit einem Strömungsgetriebe als Köf 5750, ab 1970 als 100 950-5 und ab 1992 als 310 950-1. bezeichnet. Im gleichen Jahr wurde sie ausgemustert. Die Lok gehört zum Oldtimer Museum Rügen in Prora und besitzt eine NVR-Nummer 98 80 3310 950-1 D-DP im deutschen Fahrzeugeinstellungsregister.

### Rheinische Bahngesellschaft
Die Lokomotive wurde 1939 an die Rheinische Bahngesellschaft AG, Düsseldorf, für die Industriebahn Oberkassel ausgeliefert und war bis 1971 im Einsatz. Danach ging sie an ein privates Unternehmen in München. 1979 wurde sie im Museumsbetrieb eingesetzt. Seit 2005 war sie erst leihweise, ab 2008 fest, bei der Museumseisenbahn Friesoythe Cloppenburg in Cloppenburg, Im Fahrzeugbestand 2018 ist sie nicht mehr zu finden.

### Deutsche Werke
1941 wurde eine Lokomotive von DWK als Werklok übernommen. Dort blieb die Lokomotive die gesamte Zeit. Der letzte Nachweis ist ein Foto aus dem Jahr 2011 und zeigt die Lok in Einzelteile zerlegt.